# Vino el amor
Vino el amor é uma telenovela mexicana produzida por José Alberto Castro e exibida pelo Las Estrellas entre 8 de agosto de 2016 e 19 de fevereiro de 2017, substituindo Las amazonas e sendo substituída por Enamorándome de Ramón.
A trama é um remake da novela chilena La chúcara, produzida pela Televisión Nacional de Chile em 2014.
É protagonizada por Gabriel Soto e Irina Baeva e antagonizada por Azela Robinson, Kimberly Dos Ramos,, Christian de la Campa e Juan Vidal e com actuaçãoes estelares de Cynthia Klitbo, Mar Contreras, Moisés Arizmendi e Verónica Jaspeado.

## Enredo
Esta é a história de Luciana (Irina Baeva), uma jovem bela e rebelde, que depois de ser deportada com seu pai em uma operação há vários anos, retorna para Sonoma, Califórnia, para se reunir com sua família nos vinhedos da Bodega de Los Angeles. Por ironia do destino, ela volta no momento em que o dono do vinhedo, David (Gabriel Soto), está mergulhado em uma profunda depressão com a morte de sua esposa Lisa (Laura Carmine), situação que tanto sua sogra Lilian (Azela Robinson), como o advogado do vinhedo, Juan (Christian de la Campa) aproveitam para desviar o dinheiro.
Desde que ficou viúvo, David tornou-se um homem amargo, frio, duro e preso em si mesmo. Mesmo estando pendente de seus dois filhos, Fernanda (Sofía Castro) e Bobby (Emilio Beltrán), ele se distanciou por causa da depressão. Martha (Cynthia Klitbo), a mãe de Luciana, foi quem deu amor e proteção aos filhos de David.
Com a volta de Luciana, sua relação com David começa com o pé esquerdo. Sua rebeldia, franqueza e espontaneidade vai rompendo radicalmente com a solidão do rapaz. Rapidamente, todos no vinhedo percebem como Luciana deu uma nova injeção de ânimo em David. Ao perceber que Luciana se tornou uma pessoa importante para David, Lilian usa Fernanda para fazer o pai ver a jovem como uma pessoa intrusa, interesseira e que quer ficar no lugar de sua mãe.
Como se isso não bastasse, Luciana reencontra seu melhor amigo de infância Miguel, o encarregado do vinhedo que fica fascinado por sua beleza. E o que parecia um relacionamento ideal, torna-se impossível, depois que das constantes brigas e confrontos de David com Luciana surge uma forte atração.
Enquanto isso, Lilian, cujo principal interesse é convencer o genro a vender o vinhedo, não só para ficar com a fortuna que pertencia à sua filha, mas também com o que conseguir com a venda. Para isso, ela planeja uma aliança com Juan e Graciela para unir forças e conseguir o que todo mundo quer de David: sua fortuna, suas terras e seu amor.
Logo, o carisma e o encanto de Luciana fazem com que David abra seu coração e se apaixone por ela, tornando-o mais próximo de seus filhos e abandonando a ideia de vender suas terras, porque Luciana o convence a se lembrar do amor que tem por elas.
Para piorar a situação, quando David está começando a mudar a sua maneira de ser e volta a sorrir, reaparece Graciela, a irmã de sua falecida esposa, que sempre foi apaixonada por ele e lentamente começa a ganhar seus filhos, Fernanda e Bobby, para convencer David de que ela é a melhor escolha para formar uma família. Enquanto isso, Luciana sentirá que seu coração está dividido entre Miguel e David e só no final saberá com quem dos dois "veio o amor".

## Elenco
- Gabriel Soto - David Robles Morán
- Cynthia Klitbo - Marta Estrada Vda. de Muñoz
- Azela Robinson - Lilian Palacios Smith
- Irina Baeva - Luciana Muñoz Estrada
- Mar Contreras -  Susan O'Neal Williams
- Moisés Arizmendi - César Callejas
- Verónica Jaspeado - Sonia Ortiz
- Kimberly Dos Ramos - Graciela Palacios Smith
- Christian de la Campa -  Juan Téllez
- Alejandro Ávila - Marcos Muñoz Pérez
- Laura Carmine - Lisa Palacios Smith de Robles
- Natalia Juárez - Caroline
- Juan Vidal - Brian Gutiérrez
- José Eduardo Derbez - León Muñoz Estrada
- Gloria Aura - Perla Vidal
- Raúl Coronado - Miguel Díaz
- Bárbara López - Érika Ballesteros
- Óscar Bonfiglio - Adolfo Ballesteros
- Sofía Castro - Fernanda Robles Palacios
- Mario Loria - Ramón Flores
- Luciano Zacharski - Carlos "Tano" Flores
- Yanet Sedano - Carolina "Carito" González
- Bárbara López - Érika Ballesteros
- Juan Carlos Serrano - Mark Evans
- Emilio Beltrán - Bobby Robles Palacios
- Rodolfo Valdés - Joselo

## Audiência
A trama estreou com 13.5 pontos, a sua pior audiência durante sua exibição. A sua maior audiência foi de 21.0 pontos, alcançada no último capítulo. Terminou com 16.9 (17) pontos de média geral. 
Durante sua exibição, foi a novela mais assistida no México.

## Exibição
Foi exibida no canal TLN Network entre os dias 16 de maio e 20 de novembro de 2022, substituindo Muchacha Italiana e sendo substituída por Coração que Mente.

## Prémios e indicações
| Categoria                 | Nomeados                            | Resultado |
| ------------------------- | ----------------------------------- | --------- |
| Melhor telenovela         | José Alberto Castro                 | Nomeado   |
| Melhor vilã               | Azela Robinson                      | Vencedora |
| Melhor primeira atriz     | Cynthia Klitbo                      | Nomeada   |
| Melhor atriz juvenil      | Sofía Castro                        | Nomeada   |
| Melhor atriz secundária   | Verónica Jaspeado                   | Vencedora |
| Melhor ator secundário    | Juan Vidal                          | Vencedor  |
| Melhor atriz juvenil      | Bárbara López                       | Vencedor  |
| Melhor guião ou adaptação | Janelly Lee                         | Nomeada   |
| Melhor direção de cena    | Salvador Sánchez e Santiago Barbosa | Nomeados  |

| Ano  | Categoria                        | Nomeada        | Resultado |
| ---- | -------------------------------- | -------------- | --------- |
| 2016 | Melhor atriz em papel secundário | Cynthia Klitbo | Vencedora |